# Mysmena leichhardti
Espèce
Mysmena leichhardti est une espèce d'araignées aranéomorphes de la famille des Mysmenidae.

## Distribution
Cette espèce est endémique du Queensland en Australie.

## Description
Le mâle holotype mesure 0,68 mm et la femelle paratype 0,80 mm.

## Étymologie
Cette espèce est nommée en l'honneur de Ludwig Leichhardt.

## Publication originale
- Lopardo & Michalik, 2013 : First description of a mysmenid spider species from mainland Australia and new data for Mysmena tasmaniae Hickman, 1979 (Araneae, Mysmenidae). Memoirs of the Queensland Museum, vol. 58, p. 381-396.